# ГЕС Окутадамі
ГЕС Окутадамі (奥只見発電所) — гідроелектростанція в Японії на острові Хонсю. Знаходячись перед ГЕС Оторі, становить верхній ступінь каскаду на річці Тадамі, лівій притоці Агано, яка впадає до  Японського моря у місті Ніїгата. Найпотужніша гідроелектростанція Японії (без урахування гідроакумулювальних).
В межах проекту річку перекрили бетонною гравітаційною греблею висотою 157 метрів та довжиною 480 метрів, яка потребувала 1636 тис. м3 матеріалу. Вона утримує водосховище з площею поверхні 11,5 км2 та об'ємом 601 млн м3 (корисний об'єм 458 млн м3), в якому припустиме коливанням рівня між позначками 690 та 750 метрів НРМ.
У 1960-му станцію ввели в експлуатацію з трьома турбінами типу Френсіс потужністю від 80,3 до 137 МВт (номінальна потужність 120 МВт), які живляться через три напірні водоводи довжиною по 0,19 км зі спадаючим діаметром від 4,3 до 3,8 метра. Вони використовують напір від 130 до 190 метрів, при цьому номінальний показник визначений як 170 метрів. Гідроагрегати розмістили у спорудженому біля греблі підземному машинному залі розмірами 90х22 метра при висоті 41 метр. Відпрацьована ними вода відводиться до річки по тунелю довжиною біля 3 км з діаметром 9 метрів.
В 2003 році станцію підсилили за рахунок ще однієї турбіни типу Френсіс потужністю від 192 до 205 МВт (номінальна потужність 200 МВт), яка живиться через напірний водовід довжиною 0,28 км. Вона використовує напір від 158 до 184 метрів, при цьому номінальний показник визначений як 164 метра. Для неї спорудили другий підземний машинний зал та ще один відвідний тунель.